# دومينغوس بونيفاسيو
دومينغوس بونيفاسيو (بالبرتغالية: Domingos Bonifacio) مواليد 28 أكتوبر 1984 في لواندا، هو لاعب كرة سلة أنغولي. يلعب مع بترو إتليتيكو كلاعب هجوم خلفي. يحمل الرقم 14. مثّل منتخب بلاده. حقق المركز الأول في بطولة أمم أفريقيا لكرة السلة 2009.

## الميداليات
| الميدالية | المسابقة                          |
| --------- | --------------------------------- |
| ذهبية     | بطولة أمم أفريقيا لكرة السلة 2009 |
| فضية      | بطولة أمم أفريقيا لكرة السلة 2011 |

## روابط خارجية
- دومينغوس بونيفاسيو على موقع الاتحاد الدولي لكرة السلة (الإنجليزية)
- دومينغوس بونيفاسيو على موقع كرة السلة الأوروبية.كوم (الإنجليزية)
- دومينغوس بونيفاسيو على موقع ريلجم (الإنجليزية)
- دومينغوس بونيفاسيو على موقع بروبوليرز (الإنجليزية)
- دومينغوس بونيفاسيو على موقع سبورتس رفرنس (الإنجليزية)